# Olympische Sommerspiele 1936/Teilnehmer (Ungarn)
| Gelbes Symbol für Goldmedaillen mit stilisierten Olympischen Ringen | Graues Symbol für Silbermedaillen mit stilisierten Olympischen Ringen | Braundes Symbol für Bronzemedaillen mit stilisierten Olympischen Ringen |
| ------------------------------------------------------------------- | --------------------------------------------------------------------- | ----------------------------------------------------------------------- |
| 10                                                                  | 1                                                                     | 5                                                                       |

Ungarn nahm an den Olympischen Sommerspielen 1936 in Berlin mit einer Delegation von 209 Athleten (191 Männer und achtzehn Frauen) an 101 Wettbewerben in zwanzig Sportarten teil. Dabei gewannen die ungarischen Athleten 10 Mal Gold, 1 Mal Silber und 5 Mal Bronze und kamen damit nach dem Rangsystem des IOC (nach der Anzahl der gewonnenen Goldmedaillen sortiert, gefolgt von der Anzahl der Silber- und Bronzemedaillen) auf den dritten Platz vor Italien und nach den USA und dem Deutschen Reich. Hinzu kamen noch sieben Teilnehmer (darunter eine Frau) in den Kunstwettbewerben.

## Teilnehmer nach Sportarten

### Boxen
Männer
- Frigyes Kubinyi
Bantamgewicht: 2. Runde
- Dezső Frigyes
Federgewicht: 4. Platz
- Imre Harangi
Leichtgewicht: Gold
- Imre Mándi
Weltergewicht: Viertelfinale
- Lajos Szigeti
Mittelgewicht: 2. Runde
- Ferenc Nagy
Schwergewicht: 4. Platz

### Fechten
| Männer - Béla Bay Florett, Einzel: Halbfinale Florett, Mannschaft: 7. Platz Degen, Einzel: 9. Platz Degen, Mannschaft: Vorrunde - József Hátszeghy Florett, Einzel: Halbfinale Florett, Mannschaft: 7. Platz - Lajos Maszlay Florett, Einzel: Viertelfinale Florett, Mannschaft: 7. Platz - Aladár Gerevich Florett, Mannschaft: 7. Platz Säbel, Einzel: Bronze Säbel, Mannschaft: Gold - Ottó Hátszeghy Florett, Mannschaft: 7. Platz - Antal Zirczy Florett, Mannschaft: 7. Platz - Rezső Bartha Degen, Einzel: Viertelfinale - Pál Dunay Degen, Einzel: Viertelfinale - Jenő Borovszki Degen, Mannschaft: Vorrunde - Tibor Székelyhidy Degen, Mannschaft: Vorrunde - István Bezegh-Huszágh Degen, Mannschaft: Vorrunde - Endre Kabos Säbel, Einzel: Gold Säbel, Mannschaft: Gold - László Rajcsányi Säbel, Einzel: 4. Platz Säbel, Mannschaft: Gold - Tibor Berczelly Säbel, Mannschaft: Gold - Pál Kovács Säbel, Mannschaft: Gold - Imre Rajczy Säbel, Mannschaft: Gold | Frauen - Ilona Elek-Schacherer Florett, Einzel: - Ilona Vargha Florett, Einzel:7. Platz - Erna Bogen-Bogáti Florett, Einzel:Viertelfinale |

### Fußball
Männer
- Achtelfinale
- Kader
András Bérczes
József Berta
Lajos von Bohus
Mihály Csutorás
Gyula Király
Gyula Kiss
Lipót Klauber
Kálmán Kovács
Pál Lágler
László Régi
József Scheidl
- Kader
István Beer
György Honti
Gyula Horváth
László Keszei
Ferenc Kolláth
Imre Kőműves
Gyula Karácsonyi
Gyula Krivicz
Béla Pósa
János Simon
Mátyás Tóth

### Gewichtheben
Männer
- Jenő Kuti
Federgewicht: 17. Platz
- Gyula Csinger
Mittelgewicht: 16. Platz

### Handball
Männer
- 4. Platz
- Kader
Antal Benda
Sándor Cséfay
Ferenc Cziráki
Miklós Fodor
Lőrinc Galgóczi
János Koppány
Lajos Kutasi
Tibor Máté
Imre Páli
Ferenc Rákosi
Endre Salgó
István Serényi
Sándor Szomori
Gyula Takács
Antal Ujváry
Ferenc Velkey

### Hockey
Männer
- Vorrunde
- Kader
Béla Bácskai
Zoltán Berkes
Dénes Birkás
István Csák
László Cseri
Béla Háray
Gyula Kormos
Gusztáv Lifkai
Róbert Lifkai
György Margó
Ferenc Miklós
Ferenc Szamosi
Zoltán Turcsányi
Tamas von Márffy-Mantuano
Géza von Teleki

### Kanu
Männer
- Péter Szittya
Kajak-Einer, 1000 Meter: Vorläufe
Kajak-Einer, 10.000 Meter: 12. Platz
- Gábor Cseh & Sándor Gelle
Kajak-Zweier, 1000 Meter: Vorläufe
Kajak-Zweier, 10.000 Meter: 12. Platz
- István Kolnai & Tibor Poór
Kajak-Zweier (Faltboot), 10 Kilometer: 12. Platz

### Leichtathletik
| Männer - József Sír 100 Meter: Halbfinale 200 Meter: Viertelfinale 4 × 100 Meter: Vorläufe - Gyula Gyenes 100 Meter: Viertelfinale 200 Meter: Viertelfinale 4 × 100 Meter: Vorläufe - Gábor Gerő 100 Meter: Vorläufe - Mario Minai 200 Meter: Vorläufe 4 × 100 Meter: Vorläufe - Zoltán Zsitva 400 Meter: Viertelfinale 4 × 400 Meter: 6. Platz - Tibor Ribényi 400 Meter: Vorläufe 4 × 400 Meter: 6. Platz - József Vadas 400 Meter: Vorläufe 800 Meter: Halbfinale 4 × 400 Meter: 6. Platz - Miklós Szabó 800 Meter: Halbfinale 1500 Meter: 7. Platz - Ferenc Temesvári 800 Meter: Halbfinale - Mihály Iglói 1500 Meter: Vorläufe - János Kelen 5000 Meter: Vorläufe 10.000 Meter: 12. Platz - István Simon 5000 Meter: Vorläufe - Jenő Szilágyi 5000 Meter: Vorläufe 3000 Meter Hindernis: Vorläufe - József Kovács 400 Meter Hürden: Halbfinale 4 × 100 Meter: Vorläufe 4 × 400 Meter: 6. Platz - Mihály Bodosi Hochsprung: 12. Platz - Péter Bácsalmási Stabhochsprung: 6. Platz Zehnkampf: 12. Platz - Viktor Zsuffka Stabhochsprung: 6. Platz - Henrik Koltai Weitsprung: in der Qualifikation ausgeschieden - Lajos Somló Dreisprung: 12. Platz - József Darányi Kugelstoßen: 12. Platz - István Horváth Kugelstoßen: 14. Platz - Endre Madarász Diskuswurf: in der Qualifikation ausgeschieden - József Várszegi Speerwurf: 8. Platz - Zoltán Csányi Zehnkampf: DNF | Frauen - Ibolya Csák Hochsprung: Gold |

### Moderner Fünfkampf
Männer
- Nándor Orbán
Einzel: 5. Platz
- Rezső Bartha
Einzel: 8. Platz
- Lajos Sipeki-Balás
Einzel: 21. Platz

### Polo
Männer
- Kálmán Bartalis, István Bethlen, Tivadar Dienes-Öhm, Dezső Kovács & Imre Szentpály
4. Platz

### Radsport
Männer
- János Bognár
Straßenrennen, Einzel: 16. Platz
Straßenrennen, Mannschaft: unbekannt
- István Liszkay
Straßenrennen, Einzel: 16. Platz
Straßenrennen, Mannschaft: unbekannt
4000 Meter Mannschaftsverfolgung: 7. Platz
- István Adorján
Straßenrennen, Einzel: unbekannt
Straßenrennen, Mannschaft: unbekannt
- Károly Nemes-Nótás
Straßenrennen, Einzel: unbekannt
Straßenrennen, Mannschaft: unbekannt
- Imre Győrffy
Sprint: 3. Runde
- László Orczán
1000 Meter Zeitfahren: 5. Platz
4000 Meter Mannschaftsverfolgung: 7. Platz
- Miklós Németh
Tandemsprint: 11. Platz
4000 Meter Mannschaftsverfolgung: 7. Platz
- Ferenc Pelvássy
Tandemsprint: 11. Platz
4000 Meter Mannschaftsverfolgung: 7. Platz

### Reiten
Männer
- Gusztáv von Pados
Dressur, Einzel: 14. Platz
Dressur, Mannschaft: 6. Platz
- László von Magasházy
Dressur, Einzel: 18. Platz
Dressur, Mannschaft: 6. Platz
- Pál Kémery
Dressur, Einzel: 26. Platz
Dressur, Mannschaft: 6. Platz
- József von Platthy
Springen, Einzel: Bronze 
Springen, Mannschaft: DNF
- Ottmár Szepesi
Springen, Einzel: 33. Platz
Springen, Mannschaft: DNF
- Elemér von Barcza
Springen, Einzel: DNF
Springen, Mannschaft: DNF
- Ágoston Endrődy
Vielseitigkeitsreiten, Einzel: 5. Platz
Vielseitigkeitsreiten, Mannschaft: DNF
- Lőrinc Jankovich
Vielseitigkeitsreiten, Einzel: 9. Platz
Vielseitigkeitsreiten, Mannschaft: DNF
- István Visy
Vielseitigkeitsreiten, Einzel: disqualifiziert
Vielseitigkeitsreiten, Mannschaft: DNF

### Ringen
Männer
- Márton Lőrincz
Bantamgewicht, griechisch-römisch: Gold
- Gyula Móri
Federgewicht, griechisch-römisch: 4. Runde
- József Kálmán
Leichtgewicht, griechisch-römisch: 2. Runde
- Gyula Vincze
Weltergewicht, griechisch-römisch: 2. Runde
- József Palotás
Mittelgewicht, griechisch-römisch: Bronze
- Gyula Bóbis
Halbschwergewicht, griechisch-römisch: 2. Runde
- Ödön Zombori
Bantamgewicht, Freistil: Gold
- Ferenc Tóth
Federgewicht, Freistil: 5. Platz
- Károly Kárpáti
Leichtgewicht, Freistil: Gold
- Kálmán Sóvári
Weltergewicht, Freistil: 3. Runde
- János Riheczky
Mittelgewicht, Freistil: 3. Runde
- Ede Virágh-Ebner
Halbschwergewicht, Freistil: 3. Runde

### Rudern
Männer
- László Kozma
Einer: Hoffnungslauf
- Egon Bazini & Károly Bazini
Doppelzweier: Hoffnungslauf
- Károly Győry & Tibor Mamusich
Zweier ohne Steuermann: 4. Platz
- Károly Győry, Tibor Mamusich & László Molnár
Zweier mit Steuermann: zum Hoffnungslauf nicht angetreten
- Ferenc Dobos, Gyula Halmay, Frigyes Pabsz & Tibor Vadai
Vierer ohne Steuermann: Hoffnungslauf
- Vilmos Eden, Ákos Inotay, Miklós Mihó, László Molnár & Alajos Szilassy
Vierer mit Steuermann: 5. Platz
- Gábor Alapy, Hugó Ballya, Pál Domonkos, Frigyes Hollósi, Imre Kapossy, Ervin Kereszthy, Sándor von Korompay, László Szabó & Antal Szendey
Achter: 5. Platz

### Schießen
Männer
- László Vadnay
Schnellfeuerpistole: 10. Platz
- Jakab Kőszegi
Schnellfeuerpistole: unbekannt
- Dezső von Zirthy
Schnellfeuerpistole: unbekannt
- Sándor Tölgyesi
Freie Pistole: 9. Platz
- Bertalan Zsótér
Freie Pistole: 10. Platz
- Ralph Berzsenyi
Kleinkaliber, liegend: Silber
- Zoltán Soós-Ruszka Hradetzky
Kleinkaliber, liegend: 8. Platz
- Tibor Tary
Kleinkaliber, liegend: 13. Platz

### Schwimmen
| Männer - Ferenc Csík 100 Meter Freistil: Gold 4 × 200 Meter Freistil: Bronze - Oszkár Abay-Nemes 100 Meter Freistil: Halbfinale 4 × 200 Meter Freistil: Bronze - Ödön Gróf 100 Meter Freistil: Vorläufe 400 Meter Freistil: Halbfinale 4 × 200 Meter Freistil: Bronze - Árpád Lengyel 400 Meter Freistil: Vorläufe 4 × 200 Meter Freistil: Bronze 100 Meter Rücken: Vorläufe - István Angyal 400 Meter Freistil: Vorläufe 1500 Meter Freistil: Vorläufe - Elemér Gombos 100 Meter Rücken: Vorläufe - György Erdélyi 100 Meter Rücken: Vorläufe | Frauen - Magda Lenkei 100 Meter Freistil: Halbfinale 4 × 100 Meter Freistil: 4. Platz - Ilona Ács 100 Meter Freistil: Vorläufe 4 × 100 Meter Freistil: 4. Platz - Vera Harsányi 100 Meter Freistil: Vorläufe 400 Meter Freistil: Vorläufe 4 × 100 Meter Freistil: 4. Platz - Borbála Sóthy 400 Meter Freistil: Halbfinale - Ágnes Bíró 400 Meter Freistil: Vorläufe 4 × 100 Meter Freistil: 4. Platz - Irén Győrffy 100 Meter Rücken: Vorläufe |

### Segeln
- Tibor Heinrich von Omorovicza
O-Jolle: 7. Platz

### Turnen
| Männer - József Hegedűs Einzelmehrkampf: 75. Platz Mannschaftsmehrkampf: 7. Platz Boden: 73. Platz Pferd: 97. Platz Barren: 71. Platz Reck: 90. Platz Ringe: 37. Platz Seitpferd: 24. Platz - Gábor Kecskeméti Einzelmehrkampf: 51. Platz Mannschaftsmehrkampf: 7. Platz Boden: 49. Platz Pferd: 71. Platz Barren: 45. Platz Reck: 47. Platz Ringe: 11. Platz Seitpferd: 77. Platz - Győző Mogyoróssy Einzelmehrkampf: 80. Platz Mannschaftsmehrkampf: 7. Platz Boden: 76. Platz Pferd: 98. Platz Barren: 63. Platz Reck: 75. Platz Ringe: 77. Platz Seitpferd: 64. Platz - István Pelle Einzelmehrkampf: 18. Platz Mannschaftsmehrkampf: 7. Platz Boden: 23. Platz Pferd: 64. Platz Barren: 12. Platz Reck: 21. Platz Ringe: 25. Platz Seitpferd: 17. Platz - Miklós Péter Einzelmehrkampf: 47. Platz Mannschaftsmehrkampf: 7. Platz Boden: 39. Platz Pferd: 35. Platz Barren: 15. Platz Reck: 63. Platz Ringe: 59. Platz Seitpferd: 74. Platz - István Sárkány Einzelmehrkampf: 64. Platz Mannschaftsmehrkampf: 7. Platz Boden: 70. Platz Pferd: 31. Platz Barren: 76. Platz Reck: 58. Platz Ringe: 29. Platz Seitpferd: 77. Platz - József Sarlós Einzelmehrkampf: 71. Platz Mannschaftsmehrkampf: 7. Platz Boden: 72. Platz Pferd: 70. Platz Barren: 75. Platz Reck: 50. Platz Ringe: 23. Platz Seitpferd: 81. Platz - Lajos Tóth Einzelmehrkampf: 35. Platz Mannschaftsmehrkampf: 7. Platz Boden: 68. Platz Pferd: 87. Platz Barren: 10. Platz Reck: 23. Platz Ringe: 50. Platz Seitpferd: 15. Platz | Frauen - Margit Csillik - Margit Kalocsai - Ilona Madary - Gabriella Mészáros - Margit Nagy-Sándor - Olga Tőrös - Judit Tóth - Eszter Voit Mannschaftsmehrkampf: Bronze |

### Wasserball
Männer
- Gold
- Kader
Mihály Bozsi
Jenő Brandi
György Bródy
Olivér Halassy
Kálmán Hazai
Márton Homonnai
György Kutasi
István Molnár
János Németh
Miklós Sárkány
Sándor Tarics

### Wasserspringen
Männer
- László Hidvégi
Kunstspringen: 18. Platz
Turmspringen: 18. Platz
- László Hódi
Kunstspringen: 22. Platz
Turmspringen: 11. Platz